# 윌로우 크릭 교회

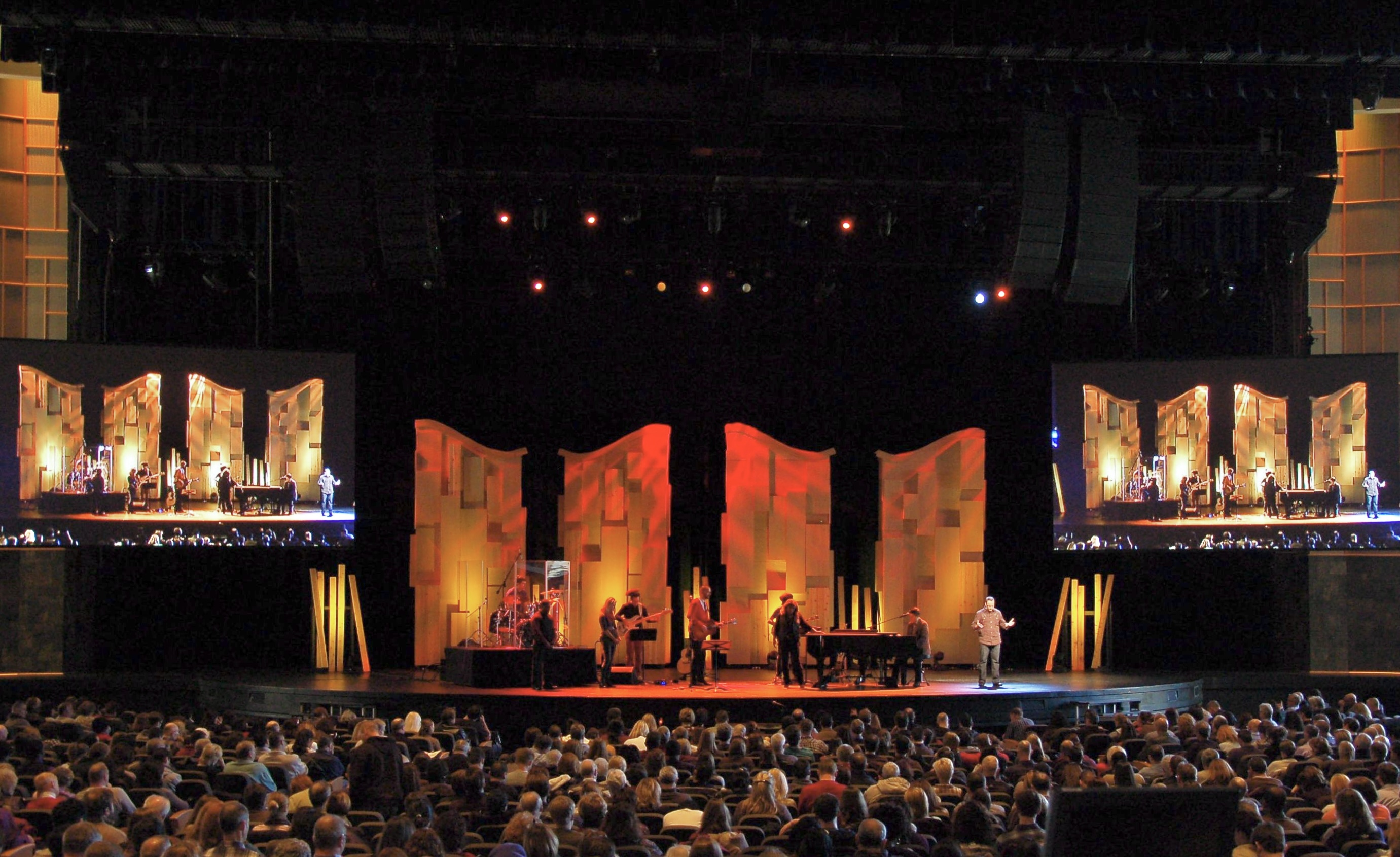
윌로우 크릭 교회 예배모습

윌로우 크릭 교회(Willow Creek Community Church)는 미국 일리노이주 사우스 베링턴에 위치한 초교파 다 세대 복음주의 대형교회이다. 1975년 빌 하이벨스 목사에 세워졌으면 26000명의 출석교인으로 미국의 대형교회 가운데 하나이다.

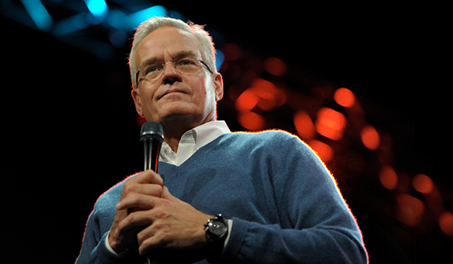
빌 하이벨스 목사

## 교회 조직
- Casa de Luz (Servicio en Español in South Barrington)
- Willow Chicago (Chicago)
- Willow Crystal Lake (Crystal Lake)
- Willow Wheaton (West Chicago)
- Willow Huntley (Dundee)
- Willow North Shore (Glenview)
- Willow South Lake (Lincolnshire)

## 같이 보기
- 가톨릭 교회의 성적 학대 사건